# هونين
هونين قرية محتلة تبعد 28 كيلومتر شمال مدينة صفد مع الانحراف قليلًا نحو الشرق. تسير الحدود الفلسطينية– اللبنانية على بعد نحو نصف كيلومتر إلى الغرب منها. تبعد هونين عن مدينة صفد قرابة 42 كم منها 40 كم طريقًا معبّدة وكيلومتران غير معبّدين. كانت هونين تتبع لبنان حتى عام 1923، وضمت إلى فلسطين إثر تعيين خط الحدود السياسية بين لبنان وفلسطين. لبلدة هونين تاريخ حافل في الحروب الإسلامية– الإفرنجية. حيث احتلها الإفرنج مع غيرها من بقاع الجليل. في عام 1157م، وقبل معركة الملاحة المعروفة، فشل هجوم للإفرنج على معسكر أسد الدين قرب هونين. وفي عام 1179م شيّد الإفرنج في البلدة قلعة عرفت باسم “القلعة الجديدة”.
في عام 1187م حاصرها المسلمون فاستسلم من فيها صلحا في كانون الأول من العام نفسه. لكن الإفرنج استعادوها صلحا في عام 1240م وظلوا فيها إلى أن حرّرها الظاهر بيبرس نهائيًا في عام 1266م. في حين أدّى الزلزال الذي حدث في عام 1837م إلى تهدّم القلعة وجعلها غير صالحة للسكن.
أنشئت هونين في جبال الجليل الأعلى على ارتفاع 660م عن سطح البحر على تل منبسط يمتدّ من الشمال الغربي إلى الجنوب الشرقي. ترتفع الجبال في غرب القرية لتصل إلى أقصى ارتفاع لها في قمة الشيخ عباد التي ترتفع 902 م عن سطح البحر وتقع على بعد 1,5 كم جنوبي شرقي القرية. أما في شرق القرية فالسفوح شديدة الانحدار. كما أنّه هناك جرف صخري يبدأ من جنوبها الشرقي مباشرة ويمتدّ نحو الجنوب مسافة تزيد على الكيلومتر. يبدأ من شرقها وادي البداني الذي ينتهي في الطرف الشمالي لسهل الحولة، ومن شمالها الشرقي واد ضيق يسير في لبنان ويرفد نهر الليطاني. وفي طرف القرية الجنوبي الغربي بركة ماء. تقع عين العجل في شرقها، وعين الجنجر وعين العقارب في جنوبها الشرقي.
تشبة القرية في شكلها العام مستقبلًا يمتدّ من الشمال الغربي إلى الجنوب الشرقي تبعًا لامتداد التلّ الذي أنشئت فوقه. كان في القرية 233 مسكنًا في عام 1931 وبلغت مساحتها 81 دونمًا في عام 1945 ومساحة أراضيها 14,224 دونمًا، كان اليهود منها 486 دونمًا، أيّ 3,4% فقط.
ضمت القرية مدرسة ابتدائية للبنين. كما كان فيها مئذنة شيدّت في عام 1087م لجامع بُني عام 1166م. تهدم الجامع وبقيت مئذنته وبعض جدرانه.
كان في هونين 1,075 نسمة من العرب في عام 1931، وارتفع العدد إلى 1,620 نسمة في عام 1945. يشمل هذا العدد سكان قريتيّ الحولة والعديسة، وهما قريتان لبنانيتان تقع الأولى غرب هونين والثانية شمالها.
اعتمد اقتصاد القرية على الزراعة وتربية المواشي. كان فيها في موسم 42/1943 152 دونمًا مزروعة زيتونًا مثمرًا. كما تركزت بساتين الأشجار المثمرة في شمال غرب القرية وغربها وجنوبي غربها وشرقها.
شرّد اليهود سكان القرية العرب ودمروها عام 1948. في عام 1951 أسّس يهود هاجروا من العراق واليمن موشاف “مرغليوت” على أراضيها.

## احتلال القرية وتطهيرها عرقيًّا
احتلت هونين كمعظم قرى تلك الناحية من الجليل الشرقي، في سياق عملية يفتاح التي نُفذت في نيسان/ أبريل- أيار/ مايو 1948. حيث ذكر تقرير أعدّته الاستخبارات العسكرية الإسرائيلية لاحقًا أنّ سكان هونين غادروها في 3 أيار/ مايو. في ذلك الوقت، لم تكن القوات الصهيونية وصلت إلى القرية. كما زعم تقرير للبلماح أنّ القوات العربية أمرت سكان هونين بالرحيل عنها في 14 أيار/ مايو. تقريرين لا يتفقان، خاصةً مع ذكريات شهود عيان أجريت مقابلات معهم بعد خمسة وعشرين عامًا. حيث ذكر بعض سكان قرية الخالصة المجاورة (2.5 كم إلى الجنوب الشرقي) أنّهم قرروا إجلاء النساء والأطفال إلى هونين صبيحة سقوط مدينة صفد (11أيار/ مايو). ولما احتلت الخالصة بعد بضعة أيام، انسحب المدافعون من سكانها إلى هونين مؤقتًا. المرجح أن يكونوا انتقلوا إلى لبنان بعد أيام مع من اجتاز إلى لبنان من سكان هونين نفسها.
في وقت لاحق كتب قائد عملية يفتاح يغال ألون، الذي كان في وقت نفسه قائد «البلماح»، يقول: «كنا نعتبر من الضرورات القصوى تطهير المنطقة الداخلية من الجليل الأعلى كله، تحقق بعض ذلك بالهجمات المباشرة، وبعضه الآخر باللجوء إلى الحرب النفسية.»

## القرية اليوم
لا تزال المقبرة، المدرسة الابتدائية والقلعة الصليبية ماثلة للعيان؛ حيث باتت القلعة موقعًا أثريًا يجتذب السياح، أمّا المدرسة فيستعملها الإسرائيليون مستودعًا زراعيًا. الأراضي المجاورة للقرية يستغلها المزارعون الإسرائيليون.

## المستعمرات الإسرائيلية على أراضي القرية
أنشئت مستعمرة «مسغاف عام» في سنة 1945 في الشطر الشمالي من أراضي القرية. كما أنّ المهاجرون اليهود من العراق واليمن أنشأوا مستعمرة «مرغليوت» على أراضي القرية في سنة 1951، جنوبي موقع القرية مباشرة.

## روابط خارجية
- هونين ترحب بكم